# 가와지촌 (후쿠시마현)
가와지촌(川路村)은 후쿠시마현 오누마군에 있던 촌이다.

## 역사
- 1889년 4월 1일 - 정촌제 시행에 의해 오이시촌, 호마촌, 오타니촌 구역으로 성립하였다.
- 1925년 6월 10일 - 히다마오카촌과 합병해 다마지촌을 성립하여. 동일 가와지촌이 폐지되었다.
- 1954년 11월 1일 - 다마지촌이 구 혼고정과 합병해, 새로운 혼고정이 성립하였다.
- 1955년 4월 1일 - 혼고정의 일부가 아이즈와카마쓰시에 편입되었다.

## 참고문헌
- 角川日本地名大辞典 7 福島県